# Vieil-Hesdin
Vieil-Hesdin —antigament Hesdin a seques— és un municipi al departament del Pas de Calais (regió dels Alts de França, França). L'any 2007 tenia 367 habitants. S'ha postulat un origen gal del poblament postulant que el topònim Hesdin té una arrel celta El cert és que la vila rebé una certa atenció per la construcció d'un castell al segle xi al voltant de la que hi creixé una ciutat. La ciutat era una fortalesa interposada entre les possessions del Regne de França i l'Imperi Habsburg. i canviant diversos cops de mans al principi de l'edat moderna essent finalment sotmesa el 1553 per les tropes al servei de l'emperador Carles V i arrasada per ordres d'aquest establint-se més tard una nova població anomenada Hesdin a pocs quilòmetres on s'hi construí un fort. Sobre les ruïnes de l'antiga Hesdin hi anà creixent una localitat anomenada Hesdin le vieux amb el temps anomenada Vieil-Hesdin

## Demografia

### Població
El 2007 la població de fet de Vieil-Hesdin era de 367 persones. Hi havia 148 famílies de les quals 32 eren unipersonals (8 homes vivint sols i 24 dones vivint soles), 56 parelles sense fills, 44 parelles amb fills i 16 famílies monoparentals amb fills.
La població ha evolucionat segons el següent gràfic:

### Habitatges
El 2007 hi havia 176 habitatges, 150 eren l'habitatge principal de la família, 20 eren segones residències i 6 estaven desocupats. 172 eren cases i 4 eren apartaments. Dels 150 habitatges principals, 120 estaven ocupats pels seus propietaris i 30 estaven llogats i ocupats pels llogaters; 5 tenien dues cambres, 12 en tenien tres, 24 en tenien quatre i 109 en tenien cinc o més. 118 habitatges disposaven pel capbaix d'una plaça de pàrquing. A 79 habitatges hi havia un automòbil i a 57 n'hi havia dos o més.

### Piràmide de població
La piràmide de població per edats i sexe el 2009 era:
| Homes | Edats   | Dones |
| ----- | ------- | ----- |
| 0     | 95 o +  | 0     |
| 0     | 90 a 94 | 4     |
| 4     | 85 a 89 | 4     |
| 0     | 80 a 84 | 4     |
| 4     | 75 a 79 | 12    |
| 4     | 70 a 74 | 4     |
| 8     | 65 a 69 | 12    |
| 12    | 60 a 64 | 12    |
| 4     | 55 a 59 | 8     |
| 40    | 50 a 54 | 12    |
| 4     | 45 a 49 | 16    |
| 16    | 40 a 44 | 16    |
| 12    | 35 a 39 | 8     |
| 4     | 30 a 34 | 4     |
| 16    | 25 a 29 | 8     |
| 4     | 20 a 24 | 4     |
| 12    | 15 a 19 | 16    |
| 16    | 10 a 14 | 16    |
| 8     | 5 a 9   | 4     |
| 12    | 0 a 4   | 0     |

## Economia
El 2007 la població en edat de treballar era de 229 persones, 151 eren actives i 78 eren inactives. De les 151 persones actives 133 estaven ocupades (81 homes i 52 dones) i 18 estaven aturades (6 homes i 12 dones). De les 78 persones inactives 33 estaven jubilades, 12 estaven estudiant i 33 estaven classificades com a «altres inactius».

### Ingressos
El 2009 a Vieil-Hesdin hi havia 147 unitats fiscals que integraven 400 persones, la mediana anual d'ingressos fiscals per persona era de 16.831 €.

### Activitats econòmiques
Dels 10 establiments que hi havia el 2007, 3 eren d'empreses de construcció, 2 d'empreses de comerç i reparació d'automòbils, 1 d'una empresa d'hostatgeria i restauració, 3 d'empreses de serveis i 1 d'una entitat de l'administració pública.
Dels 3 establiments de servei als particulars que hi havia el 2009, 2 eren paletes i 1 fusteria.
L'únic establiment comercial que hi havia el 2009 era una botiga d'electrodomèstics.
L'any 2000 a Vieil-Hesdin hi havia 7 explotacions agrícoles.

## Poblacions properes
El següent diagrama mostra les poblacions més properes.